# إيهور كوستيوك
إيهور كوستيوك (بالأوكرانية: Костюк Ігор Володимирович)‏ هو مدرب كرة قدم ولاعب كرة قدم أوكراني في مركز الوسط، ولد في 14 سبتمبر 1975 في كييف في أوكرانيا. لعب مع أرسنال كييف ودينامو كييف ونادي فورسكلا بولتافا.

## وصلات خارجية
- إيهور كوستيوك على موقع اتحاد أوكرانيا (الإنجليزية)
- إيهور كوستيوك على موقع قاعدة بيانات كرة القدم.إي يو (الإنجليزية)
- إيهور كوستيوك على موقع ناشيونال فوتبول تيمز (الإنجليزية)
- إيهور كوستيوك على موقع Soccerway.com (الإنجليزية)